# 개포 디에이치 퍼스티어 아이파크
개포 디에이치 퍼스티어 아이파크는 대한민국 서울특별시 강남구 개포동에 들어선 아파트 단지로, 개포주공 1단지를 재건축하는 사업이다. 74개동 6,702세대의 규모로 구성되어 있다.